# Memoriał Janusza Kusocińskiego 2019
65. Memoriał Janusza Kusocińskiego – międzynarodowy mityng lekkoatletyczny, który odbył się 16 czerwca 2019 na Stadionie Śląskim w Chorzowie. Zawody zaliczane były do cyklu European Athletics Permit Meeting.
Rywalizacja w rzucie młotem kobiet i mężczyzn zaliczana była do IAAF Hammer Throw Challenge.

## Rezultaty

### Mężczyźni
| Konkurencja:               | 1. miejsce           | Rezultat   | 2. miejsce       | Rezultat   | 3. miejsce       | Rezultat |
| Bieg na 100 m              | Michael Rodgers      | 10,06      | Chijindu Ujah    | 10,18      | Bryce Robinson   | 10,23    |
| Bieg na 400 m              | Abbas Abu Bakr       | 45,02 PB   | Karol Zalewski   | 45,46 SB   | Kyle Clemons     | 45,93    |
| Bieg na 800 m              | Alfred Kipketer      | 1:45,32 SB | Adam Kszczot     | 1:45,73    | Tsepo Tshite     | 1:46,23  |
| Bieg na 3000 m             | Szymon Topolnicki    | 8:12,82    | Adam Włodarczyk  | 8:14,43 PB | Robert Głowala   | 8:19,00  |
| Bieg na 110 m przez płotki | Roger Iribarne       | 13,40 SB   | Jarret Eaton     | 13,45 SB   | Damian Czykier   | 13,49 SB |
| Skok o tyczce              | Sam Kendricks        | 5,85       | Piotr Lisek      | 5,78       | Alioune Sene     | 5,71 PB  |
| Skok w dal                 | Tomasz Jaszczuk      | 7,71       | Abraham Seaneke  | 7,70       | Mateusz Różański | 7,67 SB  |
| Pchnięcie kulą             | Tom Walsh            | 22,18 SB   | Michał Haratyk   | 21,98 SB   | Darlan Romani    | 21,77    |
| Rzut młotem                | Paweł Fajdek         | 80,87 SB   | Wojciech Nowicki | 79,52      | Bence Halász     | 78,07    |
| 100 m Juniorów (U23)       | Karol Kwiatkowski    | 10,67      | Rafał Pająk      | 10,76      | Adam Burda       | 10,89    |
| 400 m Juniorów (U23)       | Patryk Grzegorzewicz | 48,07 PB   | Jakub Pająk      | 48,50 SB   | Łukasz Połczyk   | 48,94 PB |
| 1500 m Juniorów (U23)      | Oliwier Mutwil       | 3:49,65 PB | Bartosz Jarczok  | 3:51,74 PB | Grzegorz Kaczan  | 3:51,83  |

### Kobiety
| Konkurencja:               | 1. miejsce            | Rezultat   | 2. miejsce             | Rezultat   | 3. miejsce          | Rezultat   |
| Bieg na 100 m              | Ewa Swoboda           | 11,18 SB   | Marolake Akinosun      | 11,26      | Tatjana Pinto       | 11,26      |
| Bieg na 400 m              | Dalilah Muhammad      | 50,60 PB   | Justyna Święty-Ersetic | 50,85 SB   | Iga Baumgart-Witan  | 51,12 PB   |
| Bieg na 1500 m             | Darja Barysiewicz     | 4:09,94    | Tigist Ketema          | 4:10,11    | Heather McLean      | 4:10,28 PB |
| Bieg na 100 m przez płotki | Karolina Kołeczek     | 12,75 PB   | Brianna McNeal         | 12,79      | Klaudia Siciarz     | 12,89 PB   |
| Rzut młotem                | Gwen Berry            | 75,79      | Anita Włodarczyk       | 75,12      | Alexandra Tavernier | 74,84 PB   |
| Skok wzwyż                 | Marija Łasickiene     | 2,02       | Iryna Heraszczenko     | 1,94       | Kamila Lićwinko     | 1,87       |
| Pchnięcie kulą             | Alona Dubicka         | 18,60      | Danniel Thomas-Dodd    | 18,50      | Fanny Roos          | 18,32      |
| 100 m Juniorek (U23)       | Magdalena Stefanowicz | 11,61      | Magdalena Niemczyk     | 12,09      | Zuzanna Wyppich     | 12,26      |
| 1500 m Juniorek (U23)      | Milena Korbut         | 4:28,09 PB | Patrycja Kapała        | 4:30,60 PB | Anna Szyjka         | 4:32,60    |